# Vitória (Porto)
Vitória é uma antiga freguesia portuguesa do concelho do Porto que, pela Lei n.º 11-A/2013 de 28 de janeiro, foi integrada na União das Freguesias de Cedofeita, Santo Ildefonso, Sé, Miragaia, São Nicolau e Vitória.
Tinha sido uma freguesia criada em 1583 pelo bispo Marcos de Betânia e aumentada em 1592 quando recebeu parte da freguesia de São João de Belmonte que se extinguiu nessa altura. 

## População
| População da freguesia de Vitória | População da freguesia de Vitória | População da freguesia de Vitória | População da freguesia de Vitória | População da freguesia de Vitória | População da freguesia de Vitória | População da freguesia de Vitória | População da freguesia de Vitória | População da freguesia de Vitória | População da freguesia de Vitória | População da freguesia de Vitória | População da freguesia de Vitória | População da freguesia de Vitória | População da freguesia de Vitória | População da freguesia de Vitória |
| --------------------------------- | --------------------------------- | --------------------------------- | --------------------------------- | --------------------------------- | --------------------------------- | --------------------------------- | --------------------------------- | --------------------------------- | --------------------------------- | --------------------------------- | --------------------------------- | --------------------------------- | --------------------------------- | --------------------------------- |
| 1864                              | 1878                              | 1890                              | 1900                              | 1911                              | 1920                              | 1930                              | 1940                              | 1950                              | 1960                              | 1970                              | 1981                              | 1991                              | 2001                              | 2011                              |
| 8 248                             | 8 804                             | 9 991                             | 8 484                             | 9 481                             | 9 027                             | 8 179                             | 9 578                             | 7 716                             | 8 001                             | 6 285                             | 6 181                             | 4 271                             | 2 720                             | 1 901                             |

Pelo decreto nº 40.526, de 08/02/1956, foram-lhe fixados os actuais limites.
| Distribuição da População por Grupos Etários | Distribuição da População por Grupos Etários | Distribuição da População por Grupos Etários | Distribuição da População por Grupos Etários | Distribuição da População por Grupos Etários | Distribuição da População por Grupos Etários | Distribuição da População por Grupos Etários | Distribuição da População por Grupos Etários | Distribuição da População por Grupos Etários | Distribuição da População por Grupos Etários |
| -------------------------------------------- | -------------------------------------------- | -------------------------------------------- | -------------------------------------------- | -------------------------------------------- | -------------------------------------------- | -------------------------------------------- | -------------------------------------------- | -------------------------------------------- | -------------------------------------------- |
| Ano                                          | 0-14 Anos                                    | 15-24 Anos                                   | 25-64 Anos                                   | > 65 Anos                                    |                                              | 0-14 Anos                                    | 15-24 Anos                                   | 25-64 Anos                                   | > 65 Anos                                    |
| 2001                                         | 301                                          | 343                                          | 1 306                                        | 770                                          |                                              | 11,1%                                        | 12,6%                                        | 48,0%                                        | 28,3%                                        |
| 2011                                         | 172                                          | 186                                          | 976                                          | 567                                          |                                              | 9,0%                                         | 9,8%                                         | 51,3%                                        | 29,8%                                        |

Média do País no censo de 2001:  0/14 Anos-16,0%; 15/24 Anos-14,3%; 25/64 Anos-53,4%; 65 e mais Anos-16,4%
Média do País no censo de 2011:   0/14 Anos-14,9%; 15/24 Anos-10,9%; 25/64 Anos-55,2%; 65 e mais Anos-19,0%

## Judiaria do Olival
Uma boa parte da área Vitória corresponde à antiga Judiaria do Olival, a mais importante da cidade (das três existentes), até à sua destruição no final do século XV. A antiga sinagoga foi recentemente achada com o seu "Hêkhal" e situava-se na Rua de São Miguel, junto às Escadas da Esnoga, que a comunica com a freguesia de São Nicolau.
Em 1492, esta rua foi calcetada à custa de Abraão Aboab, avô do célebre Emanuel Aboab, autor da conhecida "Nomologia".
Vivia aqui uma grande comunidade, expropriada e dispersa, para os recordar (nos muros do Mosteiro de São Bento da Vitória) foi colocado um Memorial de mármore, nas línguas hebraica e portuguesa. Vários escritores escreveram sobre a comunidade: Agustina Bessa-Luís com Um Bicho da Terra, acerca de Uriel da Costa, e Richard Zimler em Meia Noite ou O Principio do Mundo, com uma rica família de comerciantes.
Desta judiaria é célebre o já citado filósofo Uriel da Costa que emigrou para a cidade de Amesterdão, mas também outras personagens importantes na história dos Países Baixos e de Portugal, como o marido da célebre banqueira sefardita Gracia Nasi Mendes, mais tarde estabelecida em Constantinopla.

## Política

### Eleições autárquicas
| Data | %     | M  | %       | M       | %       | M       | %       | M       | %     | M  | %     | M   | %       | M       |
| Data | PS    | PS | PPD/PSD | PPD/PSD | CDS-PP  | CDS-PP  | APU/CDU | APU/CDU | AD    | AD | PRD   | PRD | PSD-CDS | PSD-CDS |
| ---- | ----- | -- | ------- | ------- | ------- | ------- | ------- | ------- | ----- | -- | ----- | --- | ------- | ------- |
| 1976 | 36,76 | 5  | 26,13   | 3       | 17,24   | 2       | 12,34   | 1       |       |    |       |     |         |         |
| 1979 | 29,93 | 6  | AD      | AD      | AD      | AD      | 15,80   | 3       | 46,12 | 10 |       |     |         |         |
| 1982 | 34,76 | 7  | AD      | AD      | AD      | AD      | 22,52   | 4       | 39,67 | 8  |       |     |         |         |
| 1985 | 19,73 | 3  | 34,61   | 5       | 7,36    | 1       | 26,30   | 3       |       |    | 11,18 | 1   |         |         |
| 1989 | 29,64 | 4  | 32,30   | 5       | 5,94    | -       | 25,35   | 4       | 1,80  | -  |       |     |         |         |
| 1993 | 48,93 | 7  | 31,81   | 5       | 3,82    | -       | 12,66   | 1       |       |    |       |     |         |         |
| 1997 | 53,39 | 5  | CDS-PP  | CDS-PP  | PPD/PSD | PPD/PSD | 14,72   | 1       | 27,68 | 3  |       |     |         |         |
| 2001 | 44,46 | 5  | CDS-PP  | CDS-PP  | PPD/PSD | PPD/PSD | 12,84   | 1       | 35,33 | 3  |       |     |         |         |
| 2005 | 47,59 | 5  | CDS-PP  | CDS-PP  | PPD/PSD | PPD/PSD | 13,74   | 1       | 29,64 | 3  |       |     |         |         |
| 2009 | 52,24 | 5  | CDS-PP  | CDS-PP  | PPD/PSD | PPD/PSD | 11,64   | 1       | 26,37 | 3  |       |     |         |         |

## Património

### Classificado peloIGESPAR
- Casa dos Ferrazes Bravos ou Casa dos Maias
- Casa na Rua de São Miguel (painéis de azulejos)
- Depósito de Materiais do Porto (casa neoarabe na rua de José Falcão)
- Edificações na Rua de Cedofeita e norte da Praça de Carlos Alberto
- Edifício da Cadeia da Relação, onde funcionou o Tribunal da Relação do Porto e agora sedia o Centro Português de Fotografia
- Edifício na Rua Cândido dos Reis, 75-79 ou Casa Arte Nova
- Edifício na Rua da Galeria de Paris ou Casa Arte Nova
- Igreja dos Carmelitas ou Igreja dos Carmelitas Descalços
- Igreja do Carmo
- Igreja dos Clérigos e Torre dos Clérigos
- Igreja da Misericórdia do Porto
- Igreja de São Bento da Vitória e Mosteiro de São Bento da Vitória
- Igreja de São José das Taipas (incluindo os retábulos com pinturas e esculturas)
- Jardim da Cordoaria ou Jardim de João Chagas
- Livraria Lello
- Palacete dos Viscondes de Balsemão (antigo edifício dos SMGE)
- Quiosque no Largo Mompilher
- Quiosque no Largo da Ramadinha
- Torre dos Clérigos
- Vestígios da Judiaria do Porto (Hêkhal) na rua de S. Miguel / Aron Hakodesh
- Casa da Vitória,Solar da família Pinto da Mesquita,descendentes do Rei David "Ben-Bekar",Rua de São Bento da Vitória, junto à Igreja
- Casa das Colunas,ou dos Judeus (renascentista),Rua de São Bento da Vitória,n.66 e 68.
- Edifício Fernandes Mattos
- Edifício na Rua das Taipas, 76 ou Antigas instalações da Faculdade de Psicologia e de Ciências da Educação
- Edifício "Soares & Irmão"
- Fonte dos Leões
- Igreja de Nossa Senhora da Vitória
- Instituto de Ciências Biomédicas Abel Salazar
- Reitoria da Universidade do Porto

## Arruamentos
A antiga freguesia da Vitória contém 57 arruamentos. São eles:
| - Campo dos Mártires da Pátria¹ - Escadas da Vitória², ou Escadas da Esnoga (Sinagoga) - Jardim de João Chagas (Jardim da Cordoaria) - Largo de Mompilher³ - Largo de S. Domingos² 4 - Largo do Moinho de Vento - Largo do Prof. Abel Salazar¹ - Largo dos Lóios4 - Praça de Carlos Alberto - Praça de D. Filipa de Lencastre - Praça de Gomes Teixeira - Praça de Guilherme Gomes Fernandes - Praça de Lisboa - Praça de Parada Leitão - Rua Actor João Guedes | - Rua da Assunção - Rua da Bataria da Vitória - Rua da Conceição³ - Rua da Fábrica - Rua da Galeria de Paris - Rua da Picaria - Rua da Vitória² - Rua das Carmelitas - Rua das Flores4 - Rua das Oliveiras - Rua das Taipas¹ ² - Rua das Virtudes¹ - Rua de Avis - Rua de Cândido dos Reis | - Rua de Cedofeita³ - Rua de Ceuta - Rua de José Falcão - Rua de São Bento da Vitória - Rua de S. Filipe de Nery - Rua de S. Miguel - Rua de Sá Noronha - Rua de Santa Teresa - Rua de Trás - Rua do Almada³ 5 - Rua do Arquitecto Nicolau Nasoni - Rua do Carmo - Rua do Conde de Vizela - Rua do Dr. Barbosa de Castro¹ | - Rua do Dr. Ferreira da Silva - Rua do Dr. Ricardo Jorge³ 5 - Rua do Ferraz - Rua do Prof. Vicente José de Carvalho¹ - Rua dos Caldeireiros - Rua dos Clérigos - Rua Estreita dos Lóios - Travessa das Taipas - Travessa de Cedofeita³ - Travessa de S. Bento - Travessa do Carmo - Travessa do Carregal¹ ³ - Travessa do Ferraz - Travessa dos Caldeireiros |

1Partilhada com a freguesia de Miragaia.
²Partilhada com a freguesia de São Nicolau.
³Partilhada com a freguesia da Cedofeita.
4Partilhada com a freguesia da Sé.
5Partilhada com a freguesia de Santo Ildefonso.

## Alojamento local
Em 2023, existem na freguesia 1009 estabelecimentos registados como alojamento local e 1668 como habitações, o rácio é de 60,5%.